# Szabolcs Huszti
Szabolcs Huszti (Miskolc, 17 aprile 1983) è un allenatore di calcio ed ex calciatore ungherese, di ruolo centrocampista.

## Caratteristiche tecniche
Ala sinistra, è molto abile sui calci piazzati, in particolare nel calciare le punizioni.

## Carriera

### Club
Nato a Miskolc, trascorre la sua infanzia a Gógánfa piccolo paese della Contea di Veszprém muovendo i primi passi nel mondo del calcio con la squadra locale del TIAC Honvéd Tapolca. Nel 1997 all'età di quattordini anni sostenne un provino con il
Ferencváros che vedendo le ottime doti lo ingaggiò. Fino all'età di diciotto anni continuò a vivere nel suo paese, venendo a Budapest solo per gli allenamenti e le partite. Con la squadra bianco verde fa tutta la trafila nelle giovanili, fino a debuttare in campionato con la prima squadra, nell'occasione il 28 settembre 2003 contro il Pecs entrando a partita in corso al 68' minuto. Nella stagione a febbraio venne prestato al Sopron per consentirgli di ottenere un maggiore minutaggio, con cui chiuse l'esperienza con 6 reti in ben 14 presenze aiutando il club a conquistare un sorprendente 5º posto finale (risultato più alto ottenuto nella storia della squadra) qualificandosi di diritto alla successiva Coppa Intertoto facendo così esordire per la prima volta la squadra in una competizione europea. Ritornato al Ferencváros giocò la sua prima stagione interamente da titolare con 23 presenze e 3 reti. Nel 2005 dopo diversi interessi del West Bromwich Albion e dei Rangers, si è trasferito al Metz, in Francia restando una sola stagione e segnando l'unica rete contro il Paris Saint-Germain aiutando a vincere la partita alla sua squadra. Nel 2006 si è trasferito in Germania, all'Hannover. Nel corso delle due stagioni e mezzo giocate con il club tedesco diviene uno dei punti fermi del centrocampo, indossando molte volte la fascia da capitano e diventando un idolo della tifoseria.
Nel febbraio 2009 si trasferisce allo Zenit San Pietroburgo facendo crescere notevolmente la sua fama e diventando il primo calciatore ungherese a militare nel campionato russo. Con la squadra di San Pietroburgo vince la Coppa di Russia 2009-2010 nella sua prima stagione, successivamente si laurea anche campione di Russia vincendo anche una Supercoppa fornendo ottime prestazioni.
Il 23 luglio 2012 viene ufficializzato il suo ritorno all'Hannover. Nelle successive due stagioni giocate entrambe ad alti livelli ha anche modo di esordire con la squadra tedesca in una competizione europea, nel giugno 2014 dopo 154 presenze e 43 reti complessivamente, all'età di trentuno anni accetta la proposta dello Changchun Yatai, club della massima serie cinese. Nel gennaio 2016 dopo due stagioni lascia la squadra cinese per ritornare in Germania, nella fattispecie con l'Eintracht Francoforte. Esordisce il 24 gennaio nella sfida interna vinta per 3-2 ai danni del Wolfsburg. Segna la sua prima rete due giornate dopo nella sconfitta contro lo Stoccarda. Al termine del campionato riesce a salvare la squadra ai play-out ai danni del Norimberga. L'annata 2016-17 inizia con il club tedesco, ma il 6 febbraio 2017 si trasferisce nuovamente in Cina ritornando con lo Changchun Yatai. Il 5 febbraio 2018 a distanza di tredici anni dall'ultima volta torna in patria firmando un contratto triennale con il Videoton.

### Nazionale
Esordisce con la nazionale Ungherese nel 2004 sotto la guida del commissario tecnico Lothar Matthäus, disputando un'amichevole contro il Giappone segnando all'esordio e consegnando la vittoria all'Ungheria per 3-2. Da lì in poi diverrà uno dei titolari inamovibili della nazionale magiara, restando ininterrottamente titolare fino al 2010 con 51 presenze e 7 reti. In mezzo vi è stata anche una breve parentesi nel 2005 con l'Under-21 nella quale ha giocato 2 partite entrambe contro l'Italia valevole per la qualificazione all'europeo di categoria, riuscendo a segnare anche un gol.

## Statistiche

### Presenze e reti nei club
Statistiche aggiornate al 22 aprile 2016.
| Stagione                    | Squadra                     | Campionato                  | Campionato | Campionato | Coppe nazionali | Coppe nazionali | Coppe nazionali | Coppe continentali | Coppe continentali | Coppe continentali | Altre coppe | Altre coppe | Altre coppe | Totale | Totale |
| Stagione                    | Squadra                     | Comp                        | Pres       | Reti       | Comp            | Pres            | Reti            | Comp               | Pres               | Reti               | Comp        | Pres        | Reti        | Pres   | Reti   |
| --------------------------- | --------------------------- | --------------------------- | ---------- | ---------- | --------------- | --------------- | --------------- | ------------------ | ------------------ | ------------------ | ----------- | ----------- | ----------- | ------ | ------ |
| 2004-2005                   | Ferencváros                 | NB1                         | 23         | 3          | -               | -               | -               | CU                 | 4                  | 0                  | -           | -           | -           | 27     | 3      |
| 2005-2006                   | Metz                        | L1                          | 18         | 1          | -               | -               | -               | -                  | -                  | -                  | -           | -           | -           | 18     | 1      |
| 2006-2007                   | Hannover 96                 | BL                          | 31         | 4          | CG              | 3               | 1               | -                  | -                  | -                  | -           | -           | -           | 34     | 5      |
| 2007-2008                   | Hannover 96                 | BL                          | 33         | 10         | CG              | 2               | 0               | -                  | -                  | -                  | -           | -           | -           | 35     | 10     |
| ago. 2008-gen. 2009         | Hannover 96                 | BL                          | 17         | 3          | CG              | 1               | 0               | -                  | -                  | -                  | -           | -           | -           | 18     | 3      |
| feb.-nov. 2009              | Zenit S. Pietroburgo        | PL                          | 19         | 2          | -               | -               | -               | CU                 | 4                  | 1                  | -           | -           | -           | 23     | 3      |
| 2010                        | Zenit S. Pietroburgo        | PL                          | 13         | 1          | CR              | 4               | 1               | UEL+UCL+UEL        | 2+1+6              | 0+0+2              | SR          | 1           | 0           | 27     | 4      |
| 2011-2012                   | Zenit S. Pietroburgo        | PL                          | 26         | 4          | CR              | 3               | 0               | UCL                | 1                  | 0                  | -           | -           | -           | 30     | 4      |
| Totale Zenit S. Pietroburgo | Totale Zenit S. Pietroburgo | Totale Zenit S. Pietroburgo | 58         | 7          |                 | 7               | 1               |                    | 14                 | 3                  |             | 1           | 0           | 80     | 11     |
| 2012-2013                   | Hannover 96                 | BL                          | 21         | 9          | CG              | 2               | 0               | UEL                | 2+10               | 0+5                | -           | -           | -           | 35     | 14     |
| ago. 2013-giu. 2014         | Hannover 96                 | BL                          | 30         | 10         | CG              | 2               | 1               | -                  | -                  | -                  | -           | -           | -           | 32     | 11     |
| Totale Hannover 96          | Totale Hannover 96          | Totale Hannover 96          | 132        | 36         |                 | 10              | 2               |                    | 12                 | 5                  |             |             |             | 154    | 43     |
| lug.-nov. 2014              | Changchun Yatai             | CSL                         | 14         | 3          | -               | -               | -               | -                  | -                  | -                  | -           | -           | -           | 14     | 3      |
| 2015                        | Changchun Yatai             | CSL                         | 25         | 6          | -               | -               | -               | -                  | -                  | -                  | -           | -           | -           | 25     | 6      |
| Totale Changchun Yatai      | Totale Changchun Yatai      | Totale Changchun Yatai      | 39         | 9          |                 |                 |                 |                    |                    |                    |             |             |             | 39     | 9      |
| gen. 2016                   | Eintracht Francoforte       | BL                          | 12         | 1          | -               | -               | -               | -                  | -                  | -                  | -           | -           | -           | 12     | 1      |
| Totale carriera             | Totale carriera             | Totale carriera             | 282        | 57         |                 | 17              | 3               |                    | 30                 | 8                  |             | 1           | 0           | 330    | 68     |

### Cronologia presenze e reti in nazionale
| Cronologia completa delle presenze e delle reti in nazionale ― Ungheria | Cronologia completa delle presenze e delle reti in nazionale ― Ungheria | Cronologia completa delle presenze e delle reti in nazionale ― Ungheria | Cronologia completa delle presenze e delle reti in nazionale ― Ungheria | Cronologia completa delle presenze e delle reti in nazionale ― Ungheria | Cronologia completa delle presenze e delle reti in nazionale ― Ungheria | Cronologia completa delle presenze e delle reti in nazionale ― Ungheria | Cronologia completa delle presenze e delle reti in nazionale ― Ungheria |
| Data                                                                    | Città                                                                   | In casa                                                                 | Risultato                                                               | Ospiti                                                                  | Competizione                                                            | Reti                                                                    | Note                                                                    |
| ----------------------------------------------------------------------- | ----------------------------------------------------------------------- | ----------------------------------------------------------------------- | ----------------------------------------------------------------------- | ----------------------------------------------------------------------- | ----------------------------------------------------------------------- | ----------------------------------------------------------------------- | ----------------------------------------------------------------------- |
| 25-4-2004                                                               | Zalaegerszeg                                                            | Ungheria                                                                | 3 – 2                                                                   | Giappone                                                                | Amichevole                                                              | 1                                                                       |                                                                         |
| 28-4-2004                                                               | Budapest                                                                | Ungheria                                                                | 1 – 4                                                                   | Brasile                                                                 | Amichevole                                                              | -                                                                       |                                                                         |
| 1-6-2004                                                                | Tianjin                                                                 | Cina                                                                    | 2 – 1                                                                   | Ungheria                                                                | Amichevole                                                              | -                                                                       | 63’                                                                     |
| 6-6-2004                                                                | Kaiserslautern                                                          | Germania                                                                | 0 – 2                                                                   | Ungheria                                                                | Amichevole                                                              | -                                                                       | 90’                                                                     |
| 18-8-2004                                                               | Glasgow                                                                 | Scozia                                                                  | 0 – 3                                                                   | Ungheria                                                                | Amichevole                                                              | 2                                                                       | 87’                                                                     |
| 4-9-2004                                                                | Zagabria                                                                | Croazia                                                                 | 3 – 0                                                                   | Ungheria                                                                | Qual. Mondiali 2006                                                     | -                                                                       | 10’                                                                     |
| 17-11-2004                                                              | Ta' Qali                                                                | Malta                                                                   | 0 – 2                                                                   | Ungheria                                                                | Qual. Mondiali 2006                                                     | -                                                                       |                                                                         |
| 2-2-2005                                                                | Istanbul                                                                | Arabia Saudita                                                          | 0 – 0                                                                   | Ungheria                                                                | Amichevole                                                              | -                                                                       | 59’                                                                     |
| 9-2-2005                                                                | Cardiff                                                                 | Galles                                                                  | 2 – 0                                                                   | Ungheria                                                                | Amichevole                                                              | -                                                                       |                                                                         |
| 30-3-2005                                                               | Budapest                                                                | Ungheria                                                                | 1 – 1                                                                   | Bulgaria                                                                | Qual. Mondiali 2006                                                     | -                                                                       |                                                                         |
| 31-5-2005                                                               | Longeville-lès-Metz                                                     | Francia                                                                 | 2 – 1                                                                   | Ungheria                                                                | Amichevole                                                              | -                                                                       |                                                                         |
| 4-6-2005                                                                | Reykjavík                                                               | Islanda                                                                 | 2 – 3                                                                   | Ungheria                                                                | Qual. Mondiali 2006                                                     | 1                                                                       |                                                                         |
| 17-8-2005                                                               | Budapest                                                                | Ungheria                                                                | 1 – 2                                                                   | Argentina                                                               | Amichevole                                                              | -                                                                       |                                                                         |
| 3-9-2005                                                                | Budapest                                                                | Ungheria                                                                | 4 – 0                                                                   | Malta                                                                   | Qual. Mondiali 2006                                                     | -                                                                       | 57’                                                                     |
| 7-9-2005                                                                | Budapest                                                                | Ungheria                                                                | 0 – 1                                                                   | Svezia                                                                  | Qual. Mondiali 2006                                                     | -                                                                       |                                                                         |
| 8-10-2005                                                               | Sofia                                                                   | Bulgaria                                                                | 2 – 0                                                                   | Ungheria                                                                | Qual. Mondiali 2006                                                     | -                                                                       |                                                                         |
| 12-10-2005                                                              | Budapest                                                                | Ungheria                                                                | 0 – 0                                                                   | Croazia                                                                 | Qual. Mondiali 2006                                                     | -                                                                       |                                                                         |
| 24-5-2006                                                               | Budapest                                                                | Ungheria                                                                | 2 – 0                                                                   | Nuova Zelanda                                                           | Amichevole                                                              | 1                                                                       | 86’                                                                     |
| 30-5-2006                                                               | Manchester                                                              | Inghilterra                                                             | 3 – 1                                                                   | Ungheria                                                                | Amichevole                                                              | -                                                                       |                                                                         |
| 16-8-2006                                                               | Graz                                                                    | Austria                                                                 | 1 – 2                                                                   | Ungheria                                                                | Amichevole                                                              | -                                                                       |                                                                         |
| 2-9-2006                                                                | Budapest                                                                | Ungheria                                                                | 1 – 4                                                                   | Norvegia                                                                | Qual. Euro 2008                                                         | -                                                                       |                                                                         |
| 6-9-2006                                                                | Zenica                                                                  | Bosnia ed Erzegovina                                                    | 1 – 3                                                                   | Ungheria                                                                | Qual. Euro 2008                                                         | 1                                                                       |                                                                         |
| 7-10-2006                                                               | Budapest                                                                | Ungheria                                                                | 0 – 1                                                                   | Turchia                                                                 | Qual. Euro 2008                                                         | -                                                                       |                                                                         |
| 11-10-2006                                                              | Ta' Qali                                                                | Malta                                                                   | 2 – 1                                                                   | Ungheria                                                                | Qual. Euro 2008                                                         | -                                                                       |                                                                         |
| 15-11-2006                                                              | Székesfehérvár                                                          | Ungheria                                                                | 1 – 0                                                                   | Canada                                                                  | Amichevole                                                              | -                                                                       | 60’ 83’                                                                 |
| 6-2-2007                                                                | Limassol                                                                | Cipro                                                                   | 2 – 1                                                                   | Ungheria                                                                | Amichevole                                                              | -                                                                       | 76’                                                                     |
| 24-3-2007                                                               | Podgorica                                                               | Montenegro                                                              | 2 – 1                                                                   | Ungheria                                                                | Amichevole                                                              | -                                                                       | 53’                                                                     |
| 28-3-2007                                                               | Budapest                                                                | Ungheria                                                                | 2 – 0                                                                   | Moldavia                                                                | Qual. Euro 2008                                                         | -                                                                       | 64’                                                                     |
| 6-2-2008                                                                | Limassol                                                                | Slovacchia                                                              | 1 – 1                                                                   | Ungheria                                                                | Amichevole                                                              | -                                                                       | 57’                                                                     |
| 26-3-2008                                                               | Budapest                                                                | Ungheria                                                                | 0 – 1                                                                   | Slovenia                                                                | Amichevole                                                              | -                                                                       |                                                                         |
| 24-5-2008                                                               | Budapest                                                                | Ungheria                                                                | 3 – 2                                                                   | Grecia                                                                  | Amichevole                                                              | -                                                                       |                                                                         |
| 31-5-2008                                                               | Budapest                                                                | Ungheria                                                                | 1 – 1                                                                   | Croazia                                                                 | Amichevole                                                              | -                                                                       |                                                                         |
| 20-8-2008                                                               | Budapest                                                                | Ungheria                                                                | 3 – 3                                                                   | Montenegro                                                              | Amichevole                                                              | -                                                                       | 69’                                                                     |
| 6-9-2008                                                                | Budapest                                                                | Ungheria                                                                | 0 – 0                                                                   | Danimarca                                                               | Qual. Mondiali 2010                                                     | -                                                                       | 90’                                                                     |
| 10-9-2008                                                               | Solna                                                                   | Svezia                                                                  | 2 – 1                                                                   | Ungheria                                                                | Qual. Mondiali 2010                                                     | -                                                                       |                                                                         |
| 11-10-2008                                                              | Budapest                                                                | Ungheria                                                                | 2 – 0                                                                   | Albania                                                                 | Qual. Mondiali 2010                                                     | -                                                                       | 86’                                                                     |
| 15-10-2008                                                              | Ta' Qali                                                                | Malta                                                                   | 0 – 1                                                                   | Ungheria                                                                | Qual. Mondiali 2010                                                     | -                                                                       |                                                                         |
| 19-11-2008                                                              | Belfast                                                                 | Irlanda del Nord                                                        | 0 – 2                                                                   | Ungheria                                                                | Amichevole                                                              | -                                                                       | 84’                                                                     |
| 11-2-2009                                                               | Tel Aviv                                                                | Israele                                                                 | 1 – 0                                                                   | Ungheria                                                                | Amichevole                                                              | -                                                                       |                                                                         |
| 28-3-2009                                                               | Tirana                                                                  | Albania                                                                 | 0 – 1                                                                   | Ungheria                                                                | Qual. Mondiali 2010                                                     | -                                                                       |                                                                         |
| 1-4-2009                                                                | Budapest                                                                | Ungheria                                                                | 3 – 0                                                                   | Malta                                                                   | Qual. Mondiali 2010                                                     | -                                                                       |                                                                         |
| 12-8-2009                                                               | Budapest                                                                | Ungheria                                                                | 0 – 1                                                                   | Romania                                                                 | Amichevole                                                              | -                                                                       | 46’                                                                     |
| 5-9-2009                                                                | Budapest                                                                | Ungheria                                                                | 1 – 2                                                                   | Svezia                                                                  | Qual. Mondiali 2010                                                     | 1                                                                       |                                                                         |
| 9-9-2009                                                                | Budapest                                                                | Ungheria                                                                | 0 – 1                                                                   | Portogallo                                                              | Qual. Mondiali 2010                                                     | -                                                                       | 65’                                                                     |
| 10-10-2009                                                              | Lisbona                                                                 | Portogallo                                                              | 3 – 0                                                                   | Ungheria                                                                | Qual. Mondiali 2010                                                     | -                                                                       | 67’                                                                     |
| 14-10-2009                                                              | Copenaghen                                                              | Danimarca                                                               | 0 – 1                                                                   | Ungheria                                                                | Qual. Mondiali 2010                                                     | -                                                                       | 76’                                                                     |
| 3-3-2010                                                                | Győr                                                                    | Ungheria                                                                | 1 – 1                                                                   | Russia                                                                  | Amichevole                                                              | -                                                                       | 89’                                                                     |
| 29-5-2010                                                               | Budapest                                                                | Ungheria                                                                | 0 – 3                                                                   | Germania                                                                | Amichevole                                                              | -                                                                       | 72’                                                                     |
| 5-6-2010                                                                | Amsterdam                                                               | Paesi Bassi                                                             | 6 – 1                                                                   | Ungheria                                                                | Amichevole                                                              | -                                                                       | 68’                                                                     |
| 11-8-2010                                                               | Londra                                                                  | Inghilterra                                                             | 2 – 1                                                                   | Ungheria                                                                | Amichevole                                                              | -                                                                       | 46’                                                                     |
| 3-9-2010                                                                | Solna                                                                   | Svezia                                                                  | 2 – 0                                                                   | Ungheria                                                                | Qual. Euro 2012                                                         | -                                                                       | 46’                                                                     |
| Totale                                                                  |                                                                         | Presenze                                                                | 51                                                                      |                                                                         | Reti                                                                    | 7                                                                       |                                                                         |

## Palmarès

### Club
- Coppa di Russia: 1

Zenit San Pietroburgo: 2009-2010
- Campionato russo: 1

Zenit San Pietroburgo: 2010
- Supercoppa di Russia: 1

Zenit San Pietroburgo: 2011
- Coppa d'Ungheria: 1

MOL Vidi: 2018-2019

### Individuale
- Miglior giovane ungherese dell'anno: 1

2004
- Calciatore ungherese dell'anno: 1

2013